# التواهي (السوادية)

تعديل مصدري - تعديل

التواهي هي إحدى قرى عزلة ذاهبة بمديرية السوادية التابعة لمحافظة البيضاء، بلغ تعداد سكانها 150 نسمة حسب تعداد اليمن لعام 2004.